# Großer Preis von Europa 2010
Der Große Preis von Europa 2010 (offiziell 2010 Formula 1 Telefónica Grand Prix of Europe) fand am 27. Juni auf dem Valencia Street Circuit in Valencia statt und war das neunte Rennen der Formel-1-Weltmeisterschaft 2010.

## Berichte

### Hintergrund
Nach dem Großen Preis von Kanada führte Lewis Hamilton in der Fahrerwertung mit drei Punkten vor Jenson Button und mit sechs Punkten vor Mark Webber. In der Konstrukteurswertung führte McLaren-Mercedes mit 22 Punkten vor Red Bull-Renault und mit 54 Punkten vor Ferrari.
Der Große Preis von Europa wurde 2010 zum 20. Mal ausgetragen.
Mit Michael Schumacher (sechsmal), Rubens Barrichello, Fernando Alonso (jeweils zweimal) und Felipe Massa (einmal) traten vier ehemalige Sieger zu diesem Grand Prix an.

### Training
Im ersten freien Training belegte Nico Rosberg den ersten Platz vor den McLaren-Piloten Hamilton und Button. Paul di Resta übernahm in diesem Training das Force-India-Cockpit von Adrian Sutil und Christian Klien durfte im HRT von Karun Chandhok trainieren.
Im zweiten freien Training setzte sich Lokalmatador Alonso vor den beiden Red Bull-Renault von Sebastian Vettel und Webber an die Spitze des Feldes.
Im dritten freien Training am Samstag erzielte Vettel vor Robert Kubica und Webber die schnellste Runde.

### Qualifying
Das Qualifying bestand aus drei Teilen mit einer Nettolaufzeit von 45 Minuten. Im ersten Qualifying-Segment (Q1) hatten die Fahrer 18 Minuten Zeit, um sich für das Rennen zu qualifizieren. Die besten 17 Fahrer erreichten den nächsten Teil. Kubica erzielte die beste Zeit. Die HRT-, Virgin- und Lotus-Piloten sowie Kamui Kobayashi schieden aus.
Im zweiten Segment (Q2) der Qualifikation übernahm Vettel die Führung. Die Toro-Rosso-, Mercedes- und Force-India-Piloten sowie Pedro de la Rosa schafften nicht den Sprung in den letzten Abschnitt.
Im dritten Teil des Qualifyings (Q3) behielt Vettel die Führungsposition und sicherte sich die neunte Pole-Position vor Webber und Hamilton.
Die Williams-Piloten, die sich beide für den letzten Abschnitt des Qualifyings qualifizierten, fuhren bis auf die tausendstel Sekunde die gleiche Rundenzeit. Da Nico Hülkenberg die Zeit zuerst gesetzt hatte, startete er als Achter vor Rubens Barrichello.

### Rennen

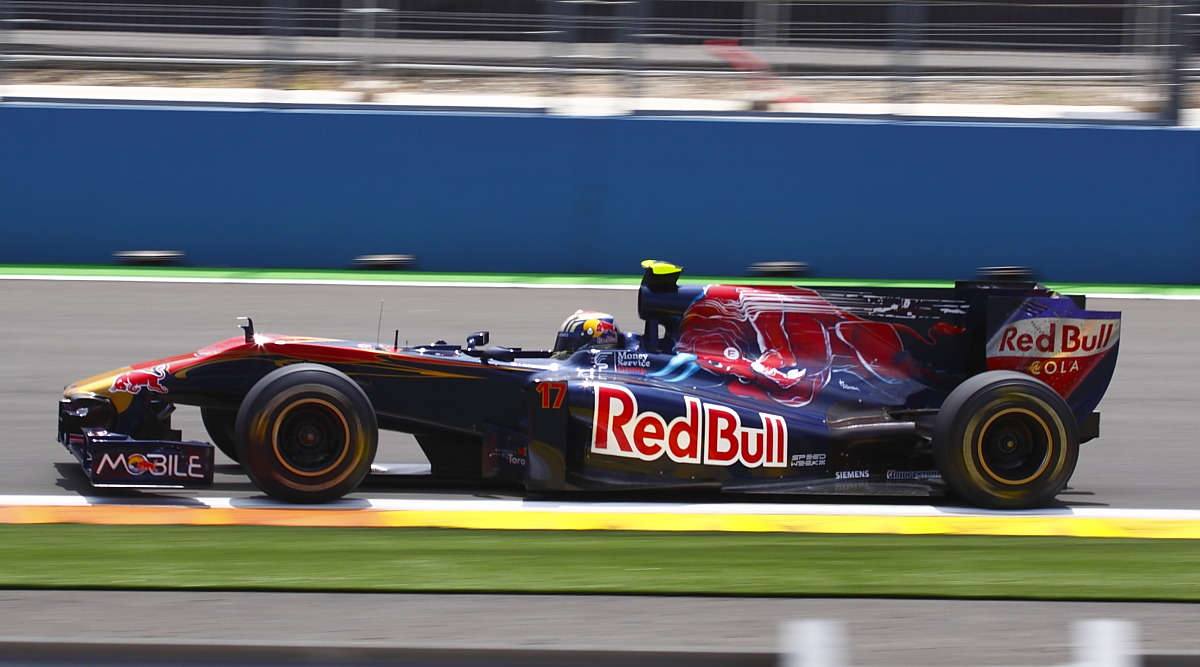
Jaime Alguersuari beendete sein Heimrennen auf dem 13. Platz

Beim Start zum Großen Preis von Europa kam es zum Duell zwischen Vettel und Hamilton. Nachdem es zu einer von Hamilton verursachten Berührung kam, behielt Vettel die Führung. Sein Teamkollege Webber hatte keinen guten Start und fiel auf den neunten Platz zurück. Während sich Vettel an der Spitze absetzte, entschied sich Webber dafür seinen Pflichtboxenstopp bereits in der siebten Runde zu absolvieren um bei einer Safety-Car-Phase in einer guten Ausgangsposition zu sein.
Nachdem sich auch Rosberg für diese Strategie entschieden hatte, kam es tatsächlich zu einer Safety-Car-Phase: Webber versuchte vor Kurve zwölf an Heikki Kovalainen vorbeizugehen. Dabei fuhr er so dicht auf, dass er den vorausfahrenden Kovalainen berührte und sein Auto abhob, sich überschlug und in die Streckenbegrenzung einschlug. Webber blieb unverletzt und stieg ohne Hilfe aus dem Auto aus. Am Morgen vor dem Rennen hatte es an derselben Stelle bereits einen Unfall in der GP2-Serie gegeben, bei dem Josef Král auf fast identische Weise mit Rodolfo González kollidierte. Im Gegensatz zu Webber verletzte sich Král und brach sich zwei Wirbel.
Bis auf Kobayashi kamen in der Safety-Car-Phase alle Piloten zum Reifenwechsel an die Box. Allerdings hatten die ersten vier Piloten bereits die Boxeneinfahrt passiert. Während Vettel noch vor dem Safety Car vorbeigefahren war, fielen Hamilton, Alonso und Massa hinter das Safety Car zurück. Hamilton blieb allerdings nicht hinter dem Safety Car und überholte es nach der Safety-Car-Linie, was gegen die Regeln verstieß. Die Ferrari-Piloten blieben hinter dem Safety Car und verloren an der Box einige Positionen. Schumacher verlor während der Safety-Car-Phase ebenfalls viel Zeit, da er zweimal an die Box musste und somit an das Ende des Feldes zurückfiel.

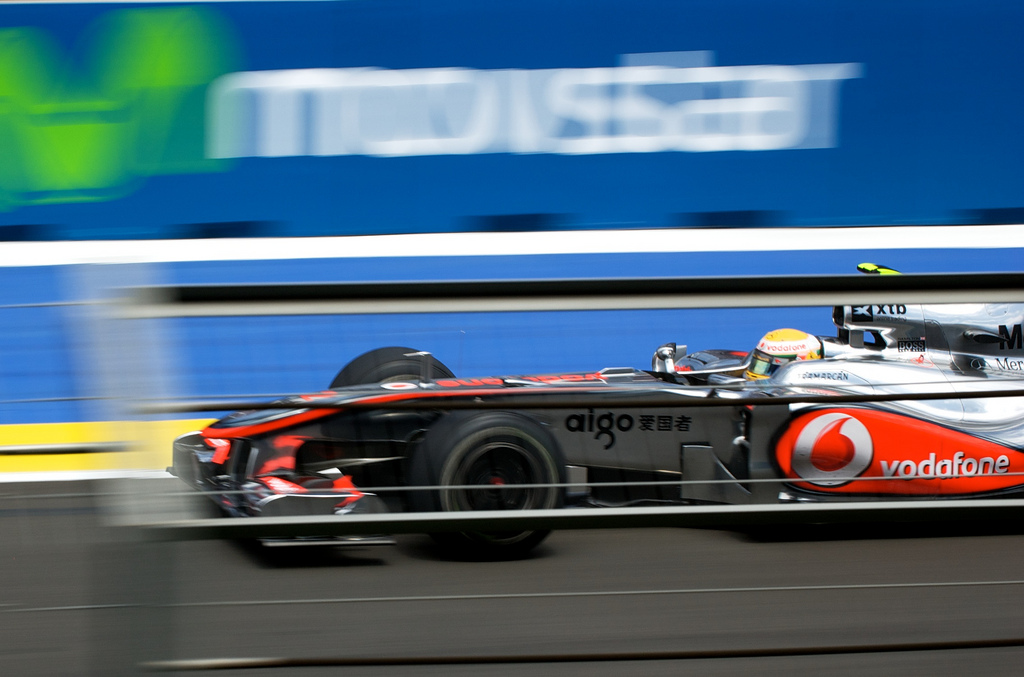
Lewis Hamilton erzielte trotz einer Durchfahrtsstrafe den zweiten Platz

Nach dem Restart setzte sich Vettel, der beinahe die Führung verloren hätte, erneut von Hamilton ab. Hinter den beiden bildete sich eine Lücke, da der viertplatzierte Button nicht an Kobayashi vorbeikam. Während die Rennleitung längere Zeit brauchte, um das Vergehen von Hamilton zu Beginn der Safety-Car-Phase zu beurteilen, baute dieser seinen Vorsprung auf Kobayashi weiter aus. Nachdem er eine Durchfahrtsstrafe erhalten und diese absolviert hatte, behielt er seine Position. Anschließend verringerte er seinen Rückstand auf Vettel etwas, dieser hatte allerdings genügend Vorsprung auf seinen Kontrahenten.

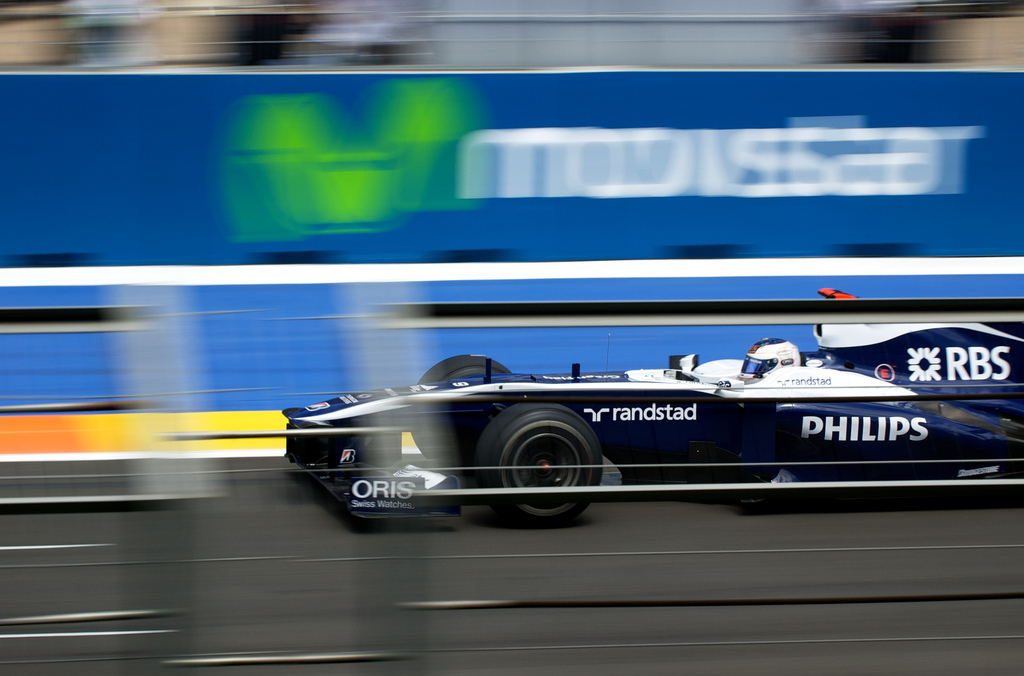
Während sein Teamkollege Nico Hülkenberg ausfiel, erzielte Rubens Barrichello mit einem vierten Platz sein bestes Ergebnis in dieser Saison

Button, der hinter Kobayashi lag, versuchte nicht am Sauber-Piloten vorbeizufahren. Kurz bevor die beiden Bruno Senna und Timo Glock überrunden wollten, kollidierten Senna und Glock. Beide setzten das Rennen fort, mussten allerdings zu Reparaturarbeiten an die Box. Bei noch zehn zu fahrenden Runden gab die Rennleitung bekannt, dass insgesamt neun Piloten nach dem Rennen untersucht werden. Alle hatten in der ersten Safety-Car-Phase die minimale Sektorenzeit unterschritten. Nach Ende des Rennens erhielten alle neun Piloten eine 5-Sekunden-Zeitstrafe, die zu keinen großen Verschiebungen führte.
Kurz vor Rennende musste Hülkenberg das Rennen aufgeben. Ein kaputter Reifen hatte Teile der Karosserie zerschlagen. Er lag auf dem zehnten Platz. Drei Runden vor Schluss kam auch Kobayashi zum Pflichtboxenstopp an die Box und überholte anschließend dank neuer Reifen Alonso und Sébastien Buemi.
Schlussendlich gewann Vettel das Rennen mit einem Vorsprung von fünf Sekunden auf Hamilton. Vettel feierte seinen siebten Karriereerfolg. Button kam als Dritter auch auf das Podest. Auf dem vierten Platz kam Barrichello ins Ziel und erzielte seine bis dahin beste Platzierung für Williams. Weitere Punkte gingen an Kubica, Sutil, Kobayashi, Alonso, Buemi und Rosberg.
In der Weltmeisterschaft behielten sowohl Hamilton als auch McLaren-Mercedes ihre Spitzenpositionen.

## Meldeliste
| Team                         | Nr. | Fahrer             | Chassis           | Motor                | Reifen |
| ---------------------------- | --- | ------------------ | ----------------- | -------------------- | ------ |
| Vodafone McLaren Mercedes    | 01  | Jenson Button      | McLaren MP4-25    | Mercedes-Benz 2.4 V8 | B      |
| Vodafone McLaren Mercedes    | 02  | Lewis Hamilton     | McLaren MP4-25    | Mercedes-Benz 2.4 V8 | B      |
| Mercedes GP Petronas F1 Team | 03  | Michael Schumacher | Mercedes MGP W01  | Mercedes-Benz 2.4 V8 | B      |
| Mercedes GP Petronas F1 Team | 04  | Nico Rosberg       | Mercedes MGP W01  | Mercedes-Benz 2.4 V8 | B      |
| Red Bull Racing              | 05  | Sebastian Vettel   | Red Bull RB6      | Renault 2.4 V8       | B      |
| Red Bull Racing              | 06  | Mark Webber        | Red Bull RB6      | Renault 2.4 V8       | B      |
| Scuderia Ferrari Marlboro    | 07  | Felipe Massa       | Ferrari F10       | Ferrari 2.4 V8       | B      |
| Scuderia Ferrari Marlboro    | 08  | Fernando Alonso    | Ferrari F10       | Ferrari 2.4 V8       | B      |
| AT&T Williams                | 09  | Rubens Barrichello | Williams FW32     | Cosworth 2.4 V8      | B      |
| AT&T Williams                | 10  | Nico Hülkenberg    | Williams FW32     | Cosworth 2.4 V8      | B      |
| Renault F1 Team              | 11  | Robert Kubica      | Renault R30       | Renault 2.4 V8       | B      |
| Renault F1 Team              | 12  | Witali Petrow      | Renault R30       | Renault 2.4 V8       | B      |
| Force India F1 Team          | 14  | Paul di Resta      | Force India VJM03 | Mercedes-Benz 2.4 V8 | B      |
| Force India F1 Team          | 14  | Adrian Sutil       | Force India VJM03 | Mercedes-Benz 2.4 V8 | B      |
| Force India F1 Team          | 15  | Vitantonio Liuzzi  | Force India VJM03 | Mercedes-Benz 2.4 V8 | B      |
| Scuderia Toro Rosso          | 16  | Sébastien Buemi    | Toro Rosso STR5   | Ferrari 2.4 V8       | B      |
| Scuderia Toro Rosso          | 17  | Jaime Alguersuari  | Toro Rosso STR5   | Ferrari 2.4 V8       | B      |
| Lotus Racing                 | 18  | Jarno Trulli       | Lotus T127        | Cosworth 2.4 V8      | B      |
| Lotus Racing                 | 19  | Heikki Kovalainen  | Lotus T127        | Cosworth 2.4 V8      | B      |
| HRT F1 Team                  | 20  | Christian Klien    | HRT F110          | Cosworth 2.4 V8      | B      |
| HRT F1 Team                  | 20  | Karun Chandhok     | HRT F110          | Cosworth 2.4 V8      | B      |
| HRT F1 Team                  | 21  | Bruno Senna        | HRT F110          | Cosworth 2.4 V8      | B      |
| BMW Sauber F1 Team           | 22  | Pedro de la Rosa   | Sauber C29        | Ferrari 2.4 V8       | B      |
| BMW Sauber F1 Team           | 23  | Kamui Kobayashi    | Sauber C29        | Ferrari 2.4 V8       | B      |
| Virgin Racing                | 24  | Timo Glock         | Virgin VR-01      | Cosworth 2.4 V8      | B      |
| Virgin Racing                | 25  | Lucas di Grassi    | Virgin VR-01      | Cosworth 2.4 V8      | B      |

Anmerkungen
1. 1 2  Di Resta fuhr den Force India mit der Nummer 14 im ersten freien Training. Sutil übernahm das Fahrzeug anschließend für das restliche Rennwochenende.
2. 1 2  Klien fuhr den HRT mit der Nummer 20 im ersten freien Training. Chandhok übernahm das Fahrzeug anschließend für das restliche Rennwochenende.

## Klassifikationen

### Qualifying
| Pos. | Fahrer             | Konstrukteur         | Q1       | Q2       | Q3       | Start |
| ---- | ------------------ | -------------------- | -------- | -------- | -------- | ----- |
| 01   | Sebastian Vettel   | Red Bull-Renault     | 1:38,324 | 1:38,015 | 1:37,587 | 01    |
| 02   | Mark Webber        | Red Bull-Renault     | 1:38,549 | 1:38,041 | 1:37,662 | 02    |
| 03   | Lewis Hamilton     | McLaren-Mercedes     | 1:38,697 | 1:38,158 | 1:37,969 | 03    |
| 04   | Fernando Alonso    | Ferrari              | 1:38,472 | 1:38,179 | 1:38,075 | 04    |
| 05   | Felipe Massa       | Ferrari              | 1:38,657 | 1:38,046 | 1:38,127 | 05    |
| 06   | Robert Kubica      | Renault              | 1:38,132 | 1:38,062 | 1:38,137 | 06    |
| 07   | Jenson Button      | McLaren-Mercedes     | 1:38,360 | 1:38,399 | 1:38,210 | 07    |
| 08   | Nico Hülkenberg    | Williams-Cosworth    | 1:38,843 | 1:38,523 | 1:38,428 | 08    |
| 09   | Rubens Barrichello | Williams-Cosworth    | 1:38,449 | 1:38,326 | 1:38,428 | 09    |
| 10   | Witali Petrow      | Renault              | 1:39,004 | 1:38,552 | 1:38,523 | 10    |
| 11   | Sébastien Buemi    | Toro Rosso-Ferrari   | 1:39,096 | 1:38,586 | –        | 11    |
| 12   | Nico Rosberg       | Mercedes             | 1:38,752 | 1:38,627 | –        | 12    |
| 13   | Adrian Sutil       | Force India-Mercedes | 1:39,021 | 1:38,851 | –        | 13    |
| 14   | Vitantonio Liuzzi  | Force India-Mercedes | 1:38,969 | 1:38,884 | –        | 14    |
| 15   | Michael Schumacher | Mercedes             | 1:38,994 | 1:39,234 | –        | 15    |
| 16   | Pedro de la Rosa   | Sauber-Ferrari       | 1:39,003 | 1:39,264 | –        | 16    |
| 17   | Jaime Alguersuari  | Toro Rosso-Ferrari   | 1:39,128 | 1:39,458 | –        | 17    |
| 18   | Kamui Kobayashi    | Sauber-Ferrari       | 1:39,343 | –        | –        | 18    |
| 19   | Jarno Trulli       | Lotus-Cosworth       | 1:40,658 | –        | –        | 19    |
| 20   | Heikki Kovalainen  | Lotus-Cosworth       | 1:40,882 | –        | –        | 20    |
| 21   | Lucas di Grassi    | Virgin-Cosworth      | 1:42,086 | –        | –        | 21    |
| 22   | Timo Glock         | Virgin-Cosworth      | 1:42,140 | –        | –        | 22    |
| 23   | Karun Chandhok     | HRT-Cosworth         | 1:42,600 | –        | –        | 23    |
| 24   | Bruno Senna        | HRT-Cosworth         | 1:42,851 | –        | –        | 24    |

### Rennen
| Pos. | Fahrer             | Konstrukteur         | Runden | Stopps | Zeit        | Start | Schnellste Runde |
| ---- | ------------------ | -------------------- | ------ | ------ | ----------- | ----- | ---------------- |
| 01   | Sebastian Vettel   | Red Bull-Renault     | 57     | 1      | 1:40:29,571 | 01    | 1:39,141 (52.)   |
| 02   | Lewis Hamilton     | McLaren-Mercedes     | 57     | 2      | + 5,042     | 03    | 1:39,156 (56.)   |
| 03   | Jenson Button      | McLaren-Mercedes     | 57     | 1      | + 12,658    | 07    | 1:38,766 (54.)   |
| 04   | Rubens Barrichello | Williams-Cosworth    | 57     | 1      | + 25,627    | 09    | 1:39,489 (56.)   |
| 05   | Robert Kubica      | Renault              | 57     | 1      | + 27,122    | 06    | 1:39,542 (55.)   |
| 06   | Adrian Sutil       | Force India-Mercedes | 57     | 1      | + 30,168    | 13    | 1:39,803 (52.)   |
| 07   | Kamui Kobayashi    | Sauber-Ferrari       | 57     | 1      | + 30,965    | 18    | 1:39,517 (57.)   |
| 08   | Fernando Alonso    | Ferrari              | 57     | 1      | + 32,809    | 04    | 1:39,889 (50.)   |
| 09   | Sébastien Buemi    | Toro Rosso-Ferrari   | 57     | 1      | + 36,299    | 11    | 1:40,084 (53.)   |
| 10   | Nico Rosberg       | Mercedes             | 57     | 1      | + 44,382    | 12    | 1:39,878 (57.)   |
| 11   | Felipe Massa       | Ferrari              | 57     | 1      | + 46,621    | 05    | 1:40,208 (52.)   |
| 12   | Pedro de la Rosa   | Sauber-Ferrari       | 57     | 1      | + 47,414    | 16    | 1:40,430 (56.)   |
| 13   | Jaime Alguersuari  | Toro Rosso-Ferrari   | 57     | 1      | + 48,239    | 17    | 1:40,327 (55.)   |
| 14   | Witali Petrow      | Renault              | 57     | 1      | + 48,287    | 10    | 1:40,100 (57.)   |
| 15   | Michael Schumacher | Mercedes             | 57     | 3      | + 48,826    | 15    | 1:38,968 (53.)   |
| 16   | Vitantonio Liuzzi  | Force India-Mercedes | 57     | 1      | + 50,890    | 14    | 1:40,305 (52.)   |
| 17   | Lucas di Grassi    | Virgin-Cosworth      | 56     | 1      | + 1 Runde   | 21    | 1:42,414 (45.)   |
| 18   | Karun Chandhok     | HRT-Cosworth         | 55     | 1      | + 2 Runden  | 23    | 1:43,820 (51.)   |
| 19   | Timo Glock         | Virgin-Cosworth      | 55     | 2      | + 2 Runden  | 22    | 1:42,319 (48.)   |
| 20   | Bruno Senna        | HRT-Cosworth         | 55     | 2      | + 2 Runden  | 24    | 1:42,927 (55.)   |
| 21   | Jarno Trulli       | Lotus-Cosworth       | 53     | 2      | + 4 Runden  | 19    | 1:41,770 (53.)   |
| –    | Nico Hülkenberg    | Williams-Cosworth    | 49     | 1      | DNF         | 08    | 1:40,790 (46.)   |
| –    | Heikki Kovalainen  | Lotus-Cosworth       | 8      | 0      | DNF         | 20    | 1:46,130 (08.)   |
| –    | Mark Webber        | Red Bull-Renault     | 8      | 1      | DNF         | 02    | 1:44,064 (05.)   |

Anmerkungen
1. 1 2 3 4 5 6 7 8 9  Button, Barrichello, Kubica, Sutil, Buemi, de la Rosa, Petrow, Liuzzi und Hülkenberg erhielten jeweils eine Fünf-Sekunden-Zeitstrafe, da sie in einer Safety-Car-Phase zu schnell gefahren sind.
2. ↑  Glock erhielt eine 20-Sekunden-Zeitstrafe für das Ignorieren blauer Flaggen.

## WM-Stände nach dem Rennen
Die ersten zehn des Rennens bekamen 25, 18, 15, 12, 10, 8, 6, 4, 2 bzw. 1 Punkt(e).

### Fahrerwertung
| Pos. | Fahrer             | Konstrukteur         | Punkte |
| ---- | ------------------ | -------------------- | ------ |
| 01   | Lewis Hamilton     | McLaren-Mercedes     | 127    |
| 02   | Jenson Button      | McLaren-Mercedes     | 121    |
| 03   | Sebastian Vettel   | Red Bull-Renault     | 115    |
| 04   | Mark Webber        | Red Bull-Renault     | 103    |
| 05   | Fernando Alonso    | Ferrari              | 98     |
| 06   | Robert Kubica      | Renault              | 83     |
| 07   | Nico Rosberg       | Mercedes             | 75     |
| 08   | Felipe Massa       | Ferrari              | 67     |
| 09   | Michael Schumacher | Mercedes             | 34     |
| 10   | Adrian Sutil       | Force India-Mercedes | 31     |
| 11   | Rubens Barrichello | Williams-Cosworth    | 19     |
| 12   | Vitantonio Liuzzi  | Force India-Mercedes | 12     |

| Pos. | Fahrer            | Konstrukteur       | Punkte |
| ---- | ----------------- | ------------------ | ------ |
| 13   | Kamui Kobayashi   | Sauber-Ferrari     | 7      |
| 14   | Sébastien Buemi   | Toro Rosso-Ferrari | 7      |
| 15   | Witali Petrow     | Renault            | 6      |
| 16   | Jaime Alguersuari | Toro Rosso-Ferrari | 3      |
| 17   | Nico Hülkenberg   | Williams-Cosworth  | 1      |
| 18   | Pedro de la Rosa  | Sauber-Ferrari     | 0      |
| 19   | Heikki Kovalainen | Lotus-Cosworth     | 0      |
| 20   | Karun Chandhok    | HRT-Cosworth       | 0      |
| 21   | Lucas di Grassi   | Virgin-Cosworth    | 0      |
| 22   | Jarno Trulli      | Lotus-Cosworth     | 0      |
| 23   | Bruno Senna       | HRT-Cosworth       | 0      |
| 24   | Timo Glock        | Virgin-Cosworth    | 0      |

### Konstrukteurswertung
| Pos. | Konstrukteur         | Punkte |
| ---- | -------------------- | ------ |
| 01   | McLaren-Mercedes     | 248    |
| 02   | Red Bull-Renault     | 218    |
| 03   | Ferrari              | 165    |
| 04   | Mercedes             | 109    |
| 05   | Renault              | 89     |
| 06   | Force India-Mercedes | 43     |

| Pos. | Konstrukteur       | Punkte |
| ---- | ------------------ | ------ |
| 07   | Williams-Cosworth  | 20     |
| 08   | Toro Rosso-Ferrari | 10     |
| 09   | Sauber-Ferrari     | 7      |
| 10   | Lotus-Cosworth     | 0      |
| 11   | HRT-Cosworth       | 0      |
| 12   | Virgin-Cosworth    | 0      |